# Мудассар Асгар
Мудассар Асгар (18 жовтня 1947) — пакистанський хокеїст на траві.
Учасник Олімпійських Ігор 1972, 1976 років.